# Воронежская епархия
Воро́нежская епа́рхия — епархия Русской православной церкви, объединяющая приходы и монастыри в северо-западной части Воронежской области (в границах городов Воронеж и Нововоронеж, а также Верхнехавского, Каширского, Лискинского, Нижнедевицкого, Новоусманского, Рамонского, Семилукского и Хохольского районов)[3]. Входит в состав Воронежской митрополии.
Епархиальный центр — город Воронеж. Епархию возглавляет Митрополит Воронежский и Лискинский Леонтий (Козлов)

## История
До учреждения Воронежской епархии местность, занимаемая Воронежской губернией, в церковных делах была подчинена частью Рязанской, а также Крутицкой епархиям.
Большой Московский Собор 1666—1667 годов принял решение о возведении Рязанской архиепископии в статус митрополии и создании в её составе двух епархий — Тамбовской и Воронежской. Необходимость открытия Воронежской епархии подтвердил и Московский Собор 1681—1682 годов. Кафедра была учреждена 27 ноября 1681 года и замещена поставлением святителя Митрофана 2 апреля 1682 года.
Первоначально в епархию вошли города Воронеж, Елец, Костёнск и Орлов из Рязанской епархии; Урыв, Коротояк и Землянск из Белгородской епархии. В 1692 году в Воронеже был достроен Благовещенский кафедральный собор. При святителе Митрофане было построено много храмов, устраивалась монастырская жизнь и благотворительность.
После завоевания в 1696 году Азова границы епархии отодвинулись до Азовского моря, на её территории оказались новопостроенные города Таганрог и Павловская крепость (ныне Павловск). В результате территориального спора с Рязанским архиереем, который был разрешён царём Петром I в 1699 году в пользу Воронежской кафедры, последней были переданы города Усмань, Демшинск, Белоколодск и село Мокрый Буерак. В том же году от Белгородской епархии к Воронежской был присоединён Острогожск.
В 1700—1704 годах из состава Воронежской епархии была краткосрочно выделена Азовская на новоприсоединённых южных землях.
В 1712—1714 годах местоблюститель патриаршего престола Рязанский митрополит Стефан (Яворский) безуспешно пытался упразднить Воронежскую епархию и вернуть территорию Рязанской кафедре. Вопреки этому, область Воронежской епархии была расширена ещё более — в 1718—1720 годах от Патриаршей области ей были переданы земли по рекам Дон и Хопёр, а в 1720 году присоединена части Рязанской кафедры. Митрополит Пахомий (Шпаковский) развернул большие строительные работы, строительство нового кафедрального собора продолжалась до 1735 года. Епископ Иоаким (Струков) много внимания уделял духовному образованию — при нём были организованы школы для детей церковнослужителей в Воронеже при архиерейском доме и в Острогожске. При последующих владыках в 1742 году открылись славяно-латинское училище при Дивногорском Успенском монастыре, а 31 мая 1745 года — Воронежская духовная семинария. В 1749 году в ведение Воронежской кафедры перешла часть земель Тамбовской епархии, но в 1758 эти земли вновь отошли к возобновлённой Тамбовской кафедре. В 1765 году Воронежская епархия увеличилась за счёт части Крутицкой, Коломенской и Рязанской епархий. Святительство Тихона Задонского в 1763—1767 годах укрепило духовно-нравственные основы жизни епархии, прежде всего в монастырях.
В 1775 году к Воронежской епархии перешла часть Московской, а приазовские земли были переданы новообразованной Славянской епархии. В 1788 году значительная часть северных и северо-западных земель епархии (430 храмов и 6 монастырей) отошла соседним епархиям. До конца XVIII века Елец был передан Орловской епархии. В 1797 году шесть уездов Воронежской губернии были присоединены к Слободско-Украинской губернии. В конце XVIII века Воронежские архиереи управляли областью Войска Донского (143 храма), частью Слобожанщины (99 храмов), а также 154 храмами в Тамбовской, Рязанской и Саратовской губерниях.
В 1799 году границы епархий были приведены в соответствие с границами губерний, все земли за пределами Воронежской губернии отошли к другим кафедрам.
В 1829 году из Воронежской епархии была выделена Новочеркасская.
На 1 января 1917 года в епархии действовало 1128 храмов, из которых 983 приходских (остальные домовые, монастырские, кладбищенские). Строилось 52 храма, 16 были построены, но не освящены и 3 новых храма были освящены в 1916 году. В храмах и монастырях епархии служили 1221 священник, 295 диаконов и 1230 псаломщиков.
В 1921 году из Задонского уезда и трёх благочиний Землянского уезда образовано Каденское викариатство. По решению Священного Синода, епископом Каденским избран настоятель Рождество-Богородицкого Задонского монастыря архимандрит Иоанн с совершением хиротонии в г. Воронеже.
В 1926 году к Воронежской епархии присоединилась территория Тамбовской епархии с городом Борисоглебском. В 1954 году часть Воронежской епархии, включая новообразованную Белгородскую область, отошла к Курской кафедре; в Воронежскую епархию вошла территория новообразованной Липецкой области; Саратовской и Ростовской епархиям были переданы земли новообразованных Балашовской и Каменской областей. В 1957 году последние две области были расформированы, их территории вернулись в Воронежскую епархию.
7 мая 2003 года из состава Воронежской была выделена Липецкая епархия в пределах Липецкой области, вместе с чем Воронежская епархия ограничилась Воронежской областью.
Решением Священного Синода от 25-26 декабря 2013 года из состава епархии выделены Борисоглебская и Россошанская епархии. Воронежская епархия включена в состав Воронежской митрополии. Правящему архиерею Синод постановил именоваться «Воронежский и Лискинский».

## Названия
- 1682—1696 - Воронежская
- 1696—1700 - Воронежская и Азовская
- 1700—1705 - Воронежская
- 1705—1788 - Воронежская и Елецкая
- июль 1788 — 19 мая 1795 - Воронежская
- 19 мая 1795 — 5 апреля 1829 - Воронежская и Черкасская
- 5 апреля 1829 — 1945 - Воронежская и Задонская
- 1945—1954 - Воронежская и Острогожская
- 1954—2003 - Воронежская и Липецкая
- 2003—2013 - Воронежская и Борисоглебская
- с 26 декабря 2013 года - Воронежская

## Архиереи
- 2 января 1682 — 23 ноября 1703 - Митрофан Воронежский
- 2 июля 1704 — 18 июля 1712 - Арсений (Костюрин)
- 1712—1714 - Стефан (Яворский)
- 23 апреля 1714 — 23 сентября 1723 - Пахомий (Ишпановский)
- 31 октября 1725 — 27 декабря 1726 - Иосиф
- 28 мая 1727 — 8 июня 1730 - Лев (Юрлов)
- 8 июня 1730 — 26 сентября 1742 - Иоаким (Струков)
- 2 декабря 1742 — 28 марта 1743 - Вениамин (Сахновский) Серб
- 14 сентября 1743 — 30 ноября 1757 - Феофилакт (Губанов)
- 6 августа 1758 — 19 октября 1761 - Кирилл (Ляшевецкий)
- 6 декабря 1761 — 2 января 1763 - Иоанникий (Павлуцкий)
- 3 февраля 1763 — 17 декабря 1767 - Тихон (Соколов)
- 17 декабря 1767 — 19 мая 1775 - Тихон (Якубовский)
- 19 мая 1775 — 6 мая 1788 - Тихон (Малинин)
- 29 июня 1788 — 15 апреля 1794 - Иннокентий (Полянский)
- 21 мая 1795 — 10 апреля 1799 - Мефодий (Смирнов)
- 10 апреля 1799 — 1 октября 1799 - Афанасий (Иванов)
- 1 октября 1799 — 16 октября 1799, 26 ноября 1799 — 6 мая 1810 - Арсений (Москвин)
- 23 сентября 1810 — 7 февраля 1816 - Антоний (Соколов)
- 26 марта 1816 — 24 мая 1825 - Епифаний (Канивецкий)
- 31 января 1826 — 20 декабря 1846 - Антоний (Смирницкий)
- 13 января 1847 — 20 января 1850 - Игнатий (Семенов)
- 25 февраля 1850 — 5 августа 1853 - Парфений (Чертков)
- 27 августа 1853 — 14 ноября 1864 - Иосиф (Богословский)
- 4 января 1865 — 22 апреля 1886 - Серафим (Аретинский)
- 1 мая 1886 — 7 мая 1890 - Вениамин (Смирнов)
- 3 июня 1890 — 1 мая 1913 - Анастасий (Добрадин)
- 13 мая 1913 — 27 февраля 1920 - Тихон (Никаноров)
- 26 июля 1920 — 1922 - Тихон (Василевский)
- 3 сентября 1923 — 6 января 1926 - Владимир (Шимкович)
- январь — 28 ноября 1926 - Петр (Зверев)
- 28 февраля — июнь 1927 - Алексий (Буй)
- август — конец 1927 - Нафанаил (Троицкий)
- 7 мая 1929 — 25 ноября 1935 - Захария (Лобов)
- 13 ноября 1935 — 23 января 1936 - Александр (Торопов)
- 25 ноября 1935 — декабря 1936 - Петр (Соколов)
- октября 1936 — 6 марта 1937 - Серафим (Протопопов)
- 14 мая — август 1937 - Аполлос (Ржаницын)
- ноябрь 1937 — февраль 1943 - Сергий (Страгородский)
- март 1943 — 13 марта 1944 - Питирим (Свиридов)
- 19 марта 1944 — 26 мая 1945 - Иона (Орлов)
- май — сентябрь 1945 - Питирим (Свиридов)
- 9 сентября 1945 — 14 января 1961 - Иосиф (Орехов)
- 16 марта 1961 — 9 октября 1963 - Сергий (Петров)
- 9 октября 1963 — 30 марта 1964 - Никон (Лысенко)
- 30 марта 1964 — 5 февраля 1965 - Владимир (Котляров)
- 5 февраля 1965 — 8 февраля 1968 - Палладий (Каминский)
- 8—27 февраля 1968 - Серафим (Никитин)
- 27 февраля 1968 — 11 октября 1972 - Михаил (Чуб)
- 11 октября 1972 — 27 октября 1975 - Платон (Лобанков)
- 16 ноября 1975 — 16 июля 1982 - Ювеналий (Тарасов)
- 16 июля 1982 — 7 мая 2003 - Мефодий (Немцов)
- 7 мая 2003 – 24 октября 2024 ― Сергий (Фомин)
- с 24 октября 2024 ― Леонтий (Козлов)

## Кафедральные соборы
- 1682—1836 годы - Благовещенский собор
- 1836—1920-е годы - Троицкий Смоленский собор
- 1948—2009 годы - Покровский собор
- с 2009 года - Благовещенский собор

## Викариатства
- Бобровское викариатство (недейств.)
- Богучарское викариатство (недейств.)
- Бутурлиновское викариатство (недейств.)
- Валуйское викариатство (ныне самостоятельная епархия)
- Задонское викариатство (недейств.)
- Калачеевское викариатство (недейств.)
- Новохопёрское викариатство (недейств.)
- Острогожское викариатство (недейств.)
- Павловское викариатство (недейств.)
- Россошанское викариатство (ныне самостоятельная епархия)
- Семилукское викариатство (недействующее)
- Уразовское викариатство (недейств.)

## Благочиния
На декабрь 2023 года епархия разделена на десять церковных округов:
- Всесвятский
- Казанский
- Каширский
- Левобережный
- Нижнедевицкий
- Новоусманский
- Северный
- Семилукский
- Христо-Рождественский
- Центральный

## Монастыри
действующие
- Дивногорский Успенский монастырь в селе Дивногорье (мужской)
- Алексеево-Акатов монастырь в Воронеже (женский)
- Толшевский Спасо-Преображенский монастырь в станице Графская (женский)

недействующие
- Благовещенский Митрофанов монастырь в Воронеже (мужской)
- Донецкий Предтечев монастырь в посёлке Дубрава (мужской)
- Шатрищегорский Спасо-Преображенский монастырь в селе Вязники Лискинского района (мужской)

утраченные
- Воронежский Покровский монастырь в Воронеже (женский)[4]

## Храмы
- Благовещенский кафедральный собор (Воронеж)
- Собор в честь Покрова Пресвятой Богородицы (Воронеж)
- Собор во имя Святой Живоначальной Троицы (Воронеж)
- Храм в честь Покрова Пресвятой Богородицы в с. Павловка
- Храм в честь иконы Божией Матери «Знамение» (Борисоглебск)
- Храм во имя Святой Живоначальной Троицы (Усмань)
- Храм Святой Параскевы Пятницы (Боево)
- Свято-Богоявленский Храм (Терновое)
- Церковь Богоявления Господня (Губарёво)
- Церковь Троицы Живоначальной (Воронеж)
- Церковь Николая Чудотворца (Нелжа)
- Церковь Митрофана Воронежского (Семилуки)
- Воскресенская церковь (Воронеж)
- Никольская церковь (Воронеж)
- Церковь Казанской иконы Божией Матери (Латное)
- Церковь Покрова Пресвятой Богородицы (Отрадное)
- Церковь Богоявления Господня (Орлово)
- Церковь Казанской иконы Божией Матери (Новая Усмань)
- Церковь Спаса Нерукотворного Образа (Воронеж)
- Церковь Введения во храм Пресвятой Богородицы (Воронеж)
- Церковь Казанской иконы Божией Матери (Крыловка)
- Церковь Стефана (Казанской иконы Божией Матери) (Углянец)
- Церковь Покрова Пресвятой Богородицы (Горки)
- Церковь Михаила Архангела (Рыкань)
- Церковь Казанской иконы Божией Матери (Волна-Шепелиновка)
- Церковь Покрова Пресвятой Богородицы (Горенские Выселки)
- Церковь Михаила Архангела (Воронеж, Репное)
- Церковь Михаила Архангела (Чертовицы)
- Церковь Иоанна Предтечи (Староживотинное)
- Церковь Николая Чудотворца (Рамонь)
- Церковь Воздвижения Креста Господня (Березово)
- Церковь Владимирской иконы Божией Матери (Карачун)
- Церковь Богоявления Господня (Пекшево)
- Церковь Михаила Архангела (Сенное)
- Церковь Михаила Архангела (Новоживотинное)
- Вознесенская церковь (Избище)

## Учебные заведения
Действующие:
- Воронежская православная духовная семинария (Воронеж); ректор — иерей Роман Ткачёв.
- Традиционная гимназия во имя святителя Митрофана Воронежского (Воронеж); директор — Шахова Марина Николаевна
- Центр духовно-нравственного воспитания Воронежского областного института повышения квалификации и переподготовки работников образования (Воронеж); руководитель — Т. В. Дорофеева.

Недействующие:
- Бирюченское духовное училище
- Воронежское духовное училище
- Воронежское епархиальное женское училище
- Задонское духовное училище
- Павловское духовное училище

## СМИ
- Воронеж православный
- Воронежский епархиальный вестник
- Воронежская беседа